# Brett Banasiewicz

Cash roll.

Brett Banasiewicz, alias "Mad Dog", né le 26 septembre 1994, est un pilote de BMX américain vivant à South Bend, dans l'Indiana.

## Éléments biographiques
Brett Banasiewicz, également connu sous le pseudonyme Mad Dog, est rider BMX, dans les domaines du park et du dirt.
Pro à seulement 13 ans, il est habitué à finir dans le haut des classements de compétitions de BMX. Il a participé à de nombreuses compétitions internationales d'envergure, comme les X Games (plus jeune compétiteur de tous les temps) et le Dew Tour. 
Le 22 août 2012, seulement deux jours après avoir remporté la plus grande compétition de sa vie (Dew Tour) en Virginie, Brett chute de son vélo pendant un échauffement. Il perd connaissance et tombe dans le coma. À la suite de sa chute, le jeune homme subit des troubles neurologiques assez importants, mais il remonte sur son BMX et reprend la discipline, moins engagé.   
Il est sponsorisé par DC Shoes, Rockstar Energy, Pantech, Ethika, DK Bikes et Dan's Comp.

## Figures
Brett Banasiewicz est un adepte de plusieurs figures, « tricks », très impressionnantes. Il est un des rares riders à atterrir le « Cash Roll » et ses variations, ce qui lui vaut une certaine renommée. Il est aussi un expert en manière de front flip (saut périlleux avant). Il est aussi l'inventeur de plusieurs figures, dont le 540 flair, du Front flip tailwhip to no hander et, plus récemment, du 900 barspin.

## Palmarès
- 2011
  - 4e de la Dew Cup 2011, BMX Dirt
  - 4e du Dew Tour 2011 de Las Vegas, BMX Dirt
  - 4e du Dew Tour 2011 de Salk Lake City, BMX Dirt
  - 4e de la Simpel Session 2011, BMX Park

- 2010
  - 4e des X Games 2010, BMX Park
  - 2e de la Dew Cup 2010, BMX Dirt
  - 3e du Dew Tour 2010 de Salt Lake City, BMX Dirt
  - 2e du Dew Tour 2010 de Portland, BMX Park
  - 1er du Dew Tour 2010 de Portland, BMX Dirt
  - 1er du Dew Tour 2010 de Chicago, BMX Dirt
  - 1er du BMX Masters 2010 de Cologne, BMX Park
  - 2e du BMX Masters 2010 de Cologne, BMX Dirt
  - 1er de la Box Jump ASA BMX Triples 2010
  - 3e du Festival international des sports extrêmes (FISE) 2010 de Montpellier, BMX Park
  - 4e du Festival international des sports extrêmes (FISE) 2010 de Montpellier, BMX Dirt
  - 3e du JOMOPRO 2010, BMX Park
  - 2e de la Simpel Session 2010, BMX Park

- 2009
  - 2e de la Mini-Rampe du BMX World Championships
  - 3e du JOMOPRO , BMX Park